# Jeanne de Castille
Pour la mère de Charles Quint, voir Jeanne Ire de Castille.
 (décembre 2019).
Si vous disposez d'ouvrages ou d'articles de référence ou si vous connaissez des sites web de qualité traitant du thème abordé ici, merci de compléter l'article en donnant les références utiles à sa vérifiabilité et en les liant à la section « Notes et références ».
Jeanne de Castille, dite la Beltraneja, née le 21 février 1462 à Madrid et morte le 12 avril 1530 à Lisbonne, fille du roi de Castille Henri IV et de Jeanne de Portugal, devient reine de Portugal en 1475 par son mariage avec Alphonse V, au début de la guerre de Succession de Castille (1475-1479), dans laquelle elle est prétendante au trône occupé par sa tante, Isabelle Ire de Castille, épouse de Ferdinand d'Aragon.
Sortis vainqueurs de ce conflit, Isabelle et Ferdinand deviendront en 1496 les « Rois catholiques d'Espagne ». De son côté, Jeanne se retire dans un couvent portugais dès 1480.
Son surnom renvoie à la rumeur régnant très tôt à la cour de Castille selon laquelle elle n'était pas la fille de Henri IV, mais de son favori, Beltrán de la Cueva, supposé amant de Jeanne de Portugal. C'est un élément important dans les luttes politiques qui agitent la Castille de 1462 à 1479.

## Biographie

### Origines familiales
Elle est la fille de Henri IV de Castille (1425-1474), devenu roi en 1454, lui-même fils du roi Jean II de Castille et de sa première épouse Marie d'Aragon (1396-1445), fille du roi d'Aragon Ferdinand Ier. Jean II a eu deux autres enfants de sa seconde épouse Isabelle de Portugal (1428-1496) : Isabelle (1451-1504) et Alphonse (1453-1468).
Sa mère est Jeanne de Portugal (1438-1475), fille du roi de Portugal Édouard Ier et sœur du roi suivant, Alphonse V.

### Les problèmes dynastiques de Henri IV (1462-1474)
La naissance de Jeanne de Castille suscite des interrogations à la cour de Castille, qui dégénèrent en une crise politique.
En effet, Henri IV a d'abord été marié en 1440 à la reine de Navarre Blanche II, dont il n'a pas eu d'enfants, obtenant l'annulation du mariage en 1453, pour « impuissance perpétuelle ». Il épouse Jeanne de Portugal en 1455 et leur fille Jeanne naît sept ans plus tard. Très vite la rumeur se répand que Jeanne n'a pas été engendrée par Henri, mais par son favori depuis 1461, Beltrán de la Cueva. Elle est donc surnommée la Beltraneja en référence au prénom de son père supposé.
Une ligue de nobles de rang élevé se forme alors, dirigée contre le rôle excessif dans le gouvernement de Beltran de la Cueva et conséquemment contre sa fille, dont le statut d'héritière présomptive est contesté. Cette ligue soutient le fils de Jean II de Castille, Alphonse. Cependant, la ligue nobiliaire est vaincue lors de la deuxième bataille d'Olmedo en 1467 et Alphonse meurt en 1468.
Malgré cette situation plutôt favorable, Henri semble avoir accepté de désigner Isabelle comme son héritière présomptive, accord qui aurait été concrétisé par le traité des Taureaux de Guisando en septembre 1468. Cet accord stipulait aussi qu'Isabelle, âgée de 17 ans, ne pouvait se marier qu'avec l'accord du roi (le traité des Taureaux est cependant problématique : il n'est pas documenté et il n'est mentionné que quelques années plus tard, lorsqu'Isabelle s'en sert pour s'emparer du trône en 1474).
Malgré cette clause du traité, Isabelle, au terme d'un assez long processus de relations avec la cour d'Aragon, épouse l'infant Ferdinand (1453-1516), qui est un peu plus jeune qu'elle. Il est alors héritier présomptif de la Couronne d'Aragon, ensemble qui inclut non seulement des territoires ibériques (Aragon, Valence, Catalogne, Baléares), mais aussi le royaume de Sicile.
En réaction, Henri IV annule l'accord de Guisando et désigne Jeanne comme héritière tandis que la plus grande partie des nobles rebelles se rallient à lui, ne voulant pas que l'épouse du futur roi d'Aragon devienne reine de Castille. Ils font allégeance à Jeanne, la reconnaissant comme successeur légitime de Henri IV.
Isabelle et Ferdinand ont malgré tout des partisans en Castille, notamment l'archevêque de Tolède, et lorsque Henri IV meurt, le royaume se trouve clairement devant la perspective d'une guerre de succession entre les partisans de Jeanne, soutenus par la cour du Portugal, et ceux d'Isabelle, soutenus par la cour d'Aragon.

### La guerre de Succession de Castille (1475-1479)
Après la mort d'Henri IV, en 1474, Isabelle réussit à s'emparer du trône.
En 1475, Jeanne épouse Alphonse V de Portugal, qui prend la tête d'une coalition pour faire valoir les droits de sa femme sur la Castille. L'armée du roi de France Louis XI envahit le nord de la Castille, celle d'Alphonse V, l'ouest.
Ferdinand et Isabelle s'efforcent de réunir des fonds et des partisans. Ces efforts de diplomatie leur permettent d'obtenir le soutien d'une partie des grands, qui craignent l'influence que pourrait donner au Portugal l'avènement de Jeanne.
La bataille de Toro, le 1er mars 1476, est une défaite pour les troupes portugaises.
Isabelle est reconnue comme reine par les Cortes de Castille.
Les troupes portugaises quittent la Castille en 1479. Ferdinand devient roi d'Aragon la même année sous le nom de Ferdinand II.

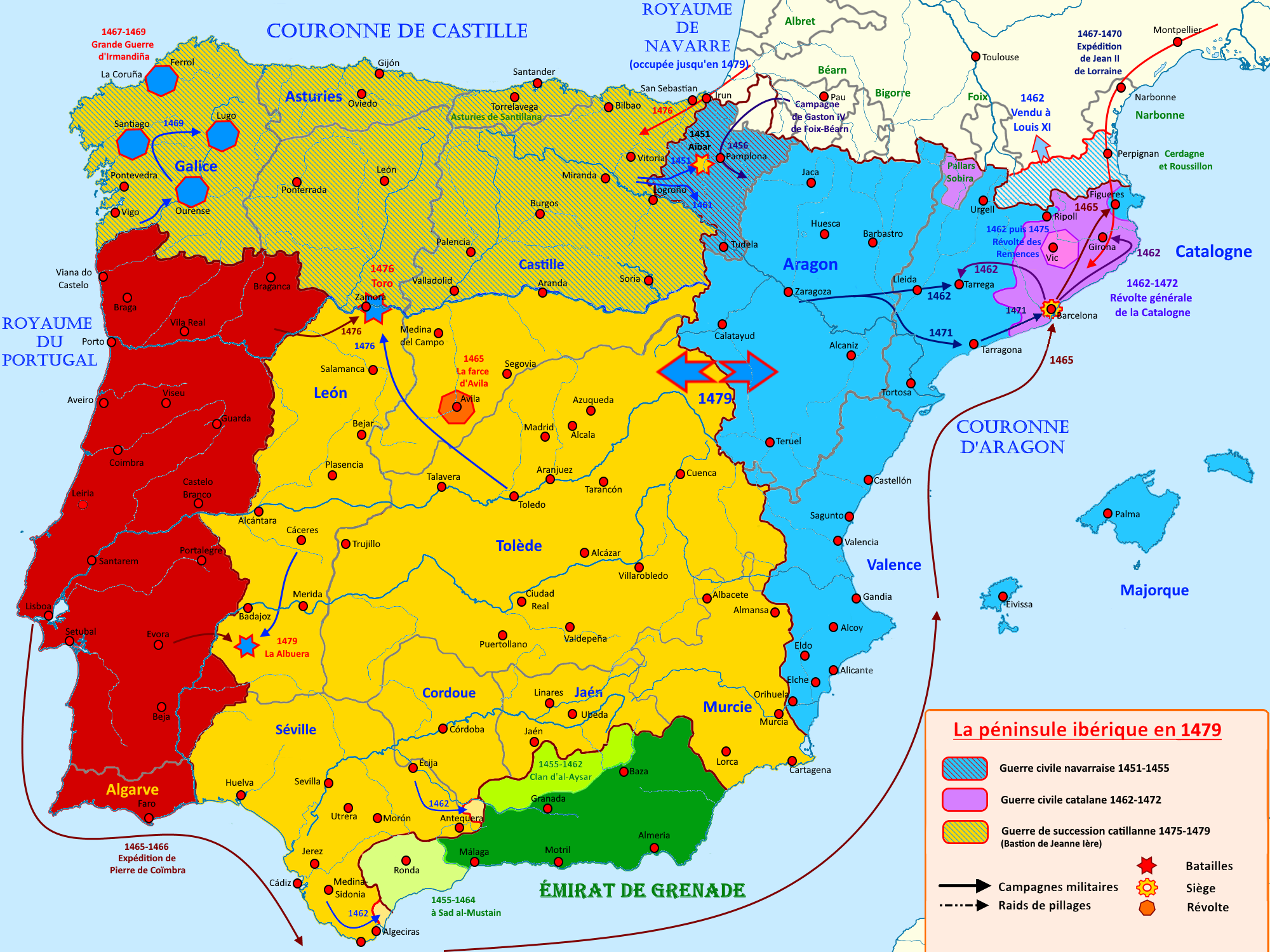
La guerre de succession de Castille de 1476 à 1479.

### Entrée en religion (1480)
Jeanne renonce à ses droits et entre dans un couvent pour y finir ses jours. Elle prononce ses vœux le 11 novembre 1480. Le roi Alphonse V de Portugal meurt en 1481.
Malgré son retrait, elle signera jusqu'à sa mort ses lettres par la formule Yo, la Reina, c'est-à-dire « Moi, la Reine »[réf. nécessaire].